# Behrendssches Haus

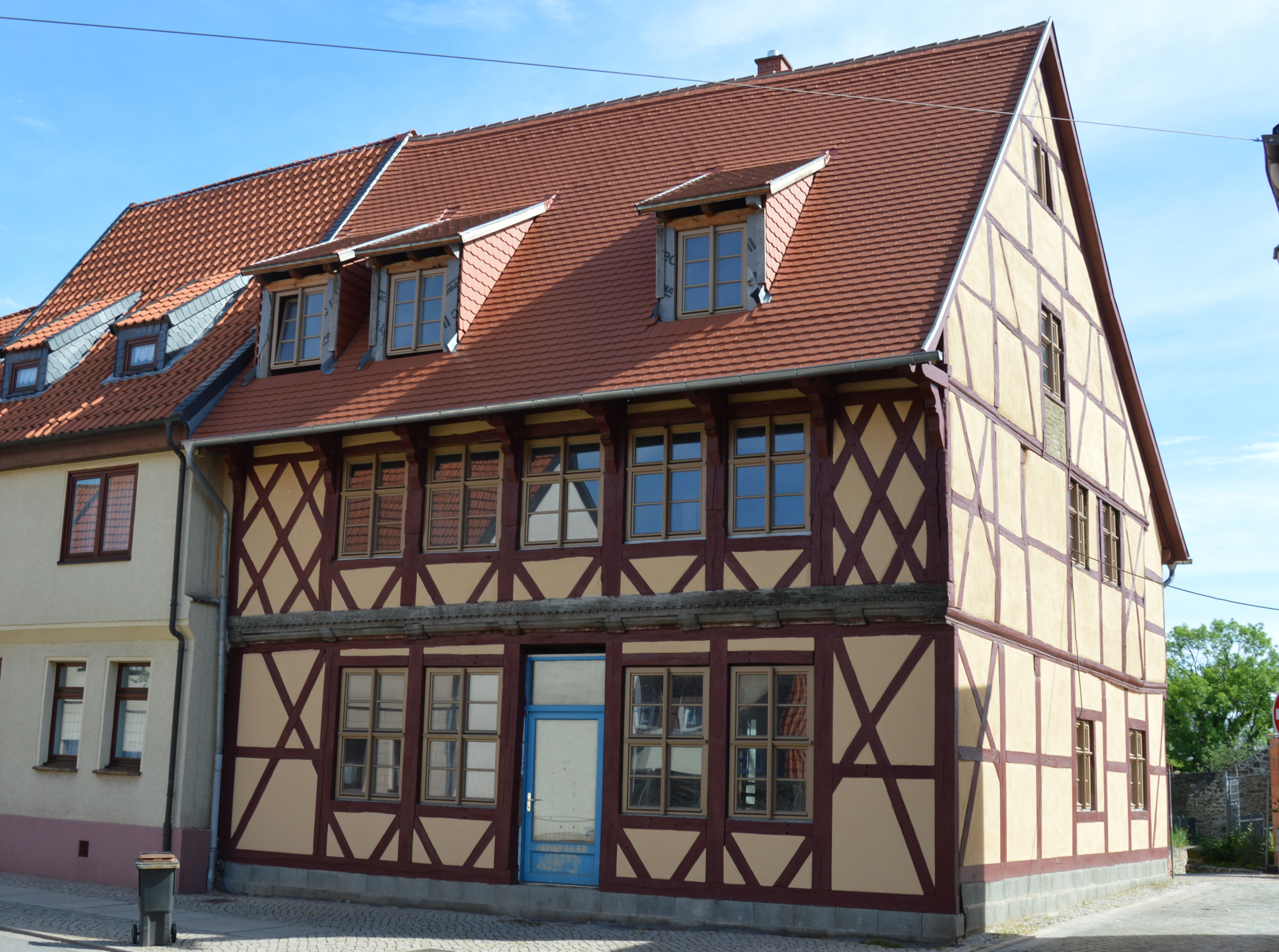
Behrendssches Haus, 2017

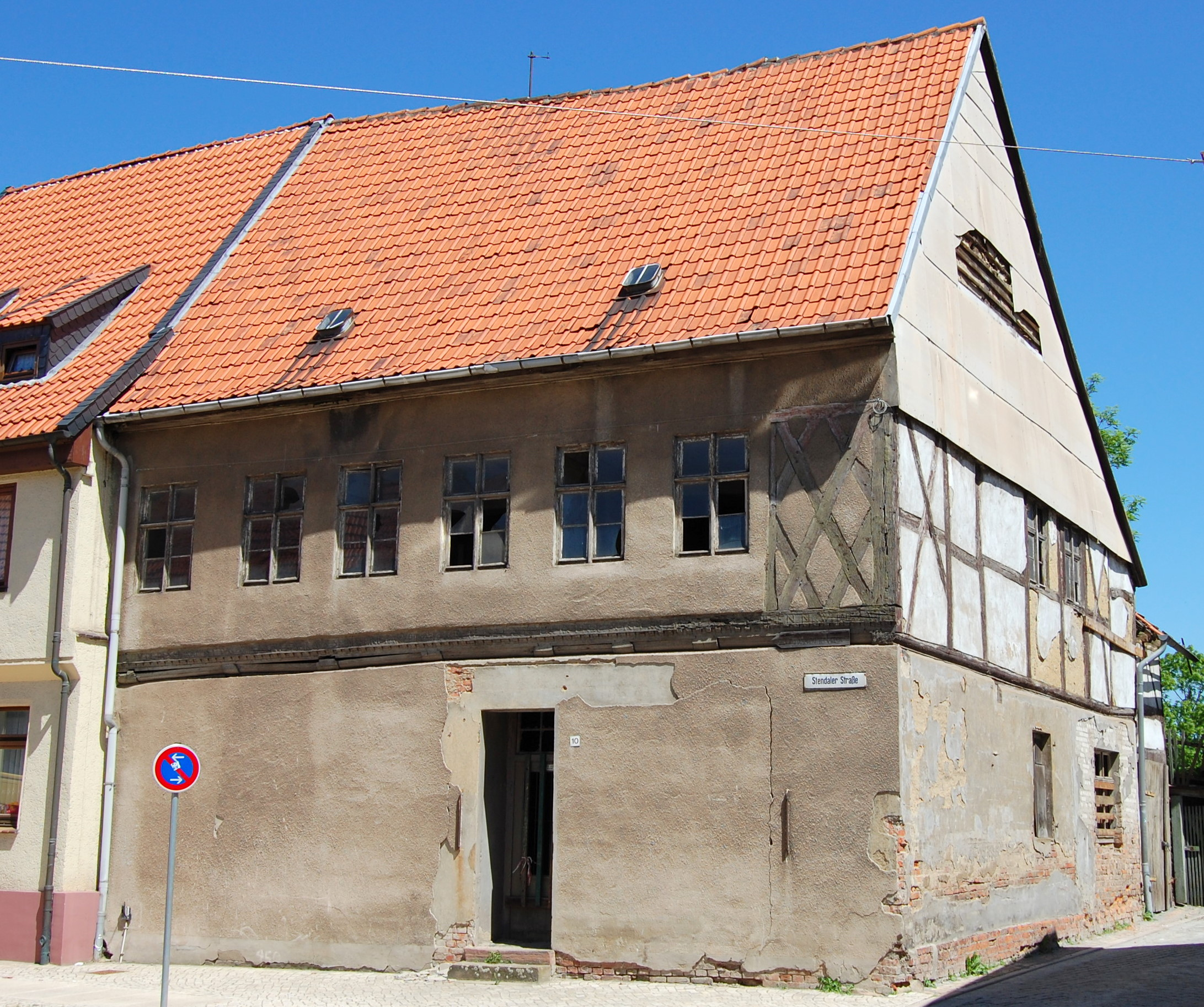
2010

Das Behrendssche Haus ist ein denkmalgeschütztes Wohnhaus in Haldensleben in Sachsen-Anhalt.
Das Haus befindet sich an der Adresse Stendaler Straße 10 in der Haldensleber Innenstadt, nördlich des Marktplatzes der Stadt.

## Geschichte und Architektur
Gebaut wurde das Gebäude vermutlich in den 1670er/1680er Jahren, nach dem großen Stadtbrand vom 2. Juli 1661. Bauherr war der Grobschmied Andreas Fricke.
Das zweigeschossige Gebäude wurde in Fachwerkbauweise errichtet und war zum Teil verputzt. Das Fachwerk zeigt ein Bauerntanzmotiv. Im 19. und 20. Jahrhundert erfolgten größere bauliche Veränderungen. An der Schwelle befindet sich eine auf den Stadtbrand beziehende Inschrift:

„DIE GVTE DES HERRN IST DAS WIR NICHT GAHRAUS SEIN SEINE BARMHERTZIGKEIT HAT NOCH KEIN ENDE SONDERN SIE IST ALLE MORGEN NEW.“

Im Zeitraum um 2014 wurde das Haus saniert.
Im Denkmalverzeichnis für Haldensleben ist das Wohnhaus unter der Erfassungsnummer 094 98513 als Baudenkmal eingetragen.